# Grupo de tareas

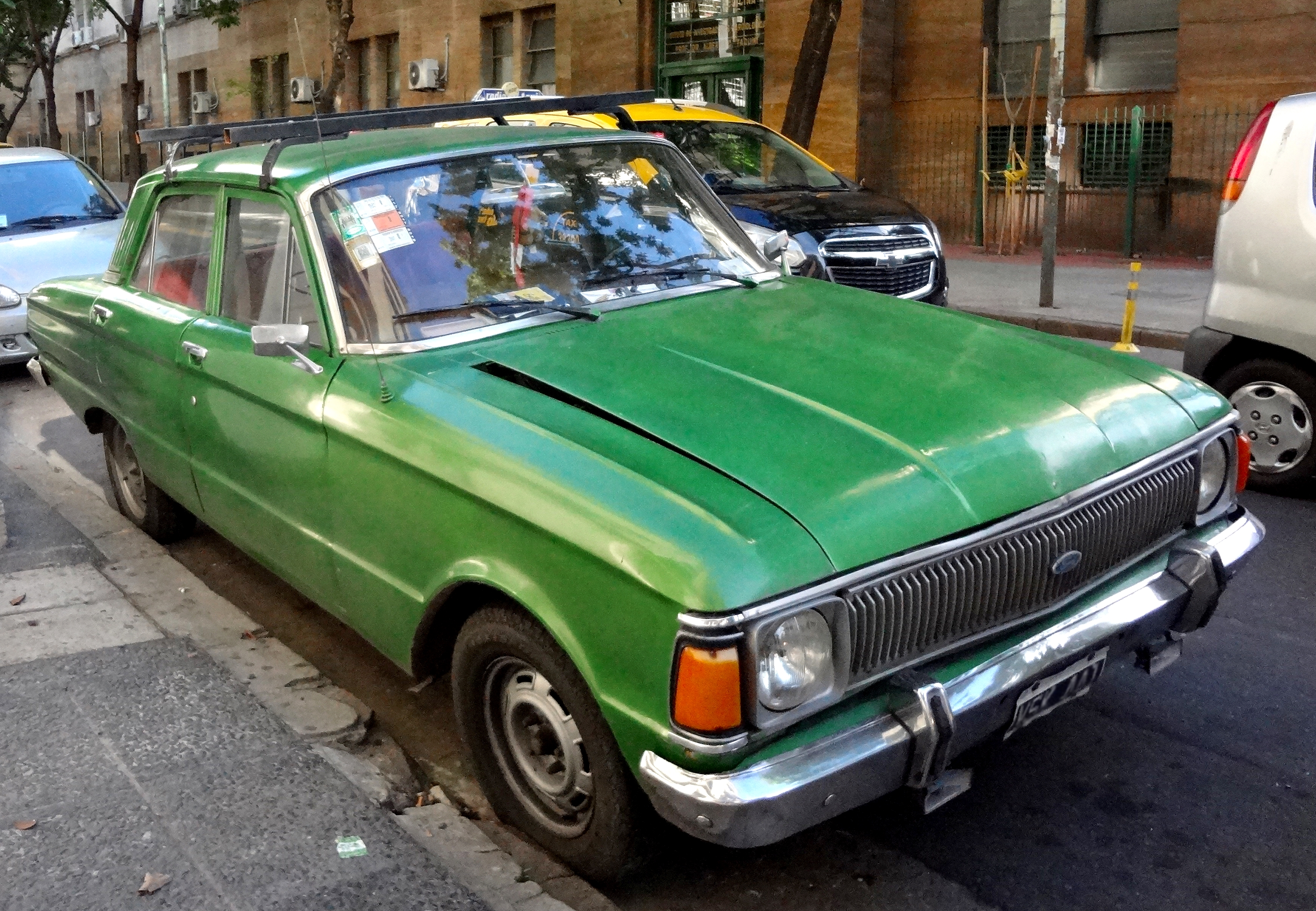
Los Ford Falcon verdes, usados habitualmente en los secuestros, se convirtieron en un símbolo de los Grupos de Tareas

Los grupos de tareas (GT), llamados vulgarmente patotas o la pesada, eran grupos de las Fuerzas Armadas, de Seguridad y Policiales del Estado y grupos paramilitares que se dedicaban al secuestro, tortura, violación, asesinato y desaparición de opositores políticos, guerrilleros, intelectuales, dirigentes gremiales, docentes, estudiantes y sus familiares y amigos, además de la gestión de centros clandestinos de detención, en el marco del terrorismo de Estado durante la última dictadura cívico-militar argentina, entre 1976 y 1983.
Los grupos de tareas estaban formados tanto por personal estable como rotativo, incluyendo personal militar de todas las graduaciones, desde soldados rasos hasta altos jerarcas como Emilio Massera, jefe de la Armada Argentina. Los mismos dependían directamente de las Fuerzas en las cuales tenían su sede, y ésta no era necesariamente el lugar donde ejercían su modus operandi.
Los integrantes de los grupos de tareas tenían la prerrogativa sobre las propiedades de las víctimas, pudiendo apropiarse tanto de sus bienes muebles como inmuebles, en calidad de "botín de guerra".

## Modus operandi
...conocido un «objetivo» o «blanco» (elemento subversivo) o sospechoso de tal, se lo detenía, se lo llevaba a un lugar de interrogatorio y se le daba «máquina» (tortura con picana) extrayéndole información de otros sospechosos, a los que se procedía a detener así, hasta tener todo un «mosaico» o cadena de personas. En algunos casos, esa cadena se cortaba cuando algún detenido se «quedaba» (moría) en la tortura. Recién entonces con un grupo de personas investigadas o un cierto cúmulo de información se elevaba a la Superioridad, tanto a la Jefatura de Policía como a la Jefatura del Área Militar. Esa información iba codificada y partía desde el mismo GRUPO DE TAREAS. En las Comisarías se hacía un «informe reservado» (donde se ponía la verdad del procedimiento) y un Acta 20840 (donde se volcaban los datos que servían para la cobertura de «legalidad» como por ejemplo en los casos de detenidos a los cuales se «cortaba» (mataba) haciendo figurar que habían muerto en un enfrentamiento.
Nunca Más, Legajo N.º 7316 (declaraciones de un Oficial de la Policía de la Provincia de Buenos Aires).

Para garantizar la impunidad y la no intervención de fuerzas de seguridad «legales», pedían el permiso denominado zona liberada.

## Algunos GT
- GT1 —dependiente del Ejército Argentino; sede en la Central de Reunión del Batallón de Inteligencia 601 del Ejército (Callao y Viamonte, Capital Federal).
- GT2 —idem.
- GT3 —dependiente del Servicio de Inteligencia Naval (SIN) de Armada Argentina.
- GT4 —dependiente del Servicio de Inteligencia de la Fuerza Aérea (SIA) de Fuerza Aérea Argentina.
- GT5 —dependiente del Servicio de Informaciones del Estado (SIDE).